# NGC 5719
NGC 5719 (другие обозначения — UGC 9462, MCG 0-37-24, ZWG 19.79, IRAS14383-0006, PGC 52455) — галактика в созвездии Дева.
Этот объект входит в число перечисленных в оригинальной редакции «Нового общего каталога».
Галактический диск NGC 5719 наблюдается с ребра. Чаще всего в таких галактиках заметен балдж в виде сферической выпуклости, но эта одна из немногих галактик, в которой хорошо различима выпуклость в виде вытянутого прямоугольника.